# SFTPC
SFTPC (англ. Surfactant protein C) – білок, який кодується однойменним геном, розташованим у людей на короткому плечі 8-ї хромосоми. Довжина поліпептидного ланцюга білка становить 197 амінокислот, а молекулярна маса — 21 053.
| 10         |  | 20         |  | 30         |  | 40         |  | 50         |
| ---------- |  | ---------- |  | ---------- |  | ---------- |  | ---------- |
| MDVGSKEVLM |  | ESPPDYSAAP |  | RGRFGIPCCP |  | VHLKRLLIVV |  | VVVVLIVVVI |
| VGALLMGLHM |  | SQKHTEMVLE |  | MSIGAPEAQQ |  | RLALSEHLVT |  | TATFSIGSTG |
| LVVYDYQQLL |  | IAYKPAPGTC |  | CYIMKIAPES |  | IPSLEALNRK |  | VHNFQMECSL |
| QAKPAVPTSK |  | LGQAEGRDAG |  | SAPSGGDPAF |  | LGMAVNTLCG |  | EVPLYYI    |

A: Аланін

C: Цистеїн

D: Аспарагінова кислота

E: Глутамінова кислота

F: Фенілаланін

G: Гліцин

H: Гістидин

I: Ізолейцин

K: Лізин

L: Лейцин

M: Метіонін

N: Аспарагін

P: Пролін

Q: Глутамін

R: Аргінін

S: Серин

T: Треонін

V: Валін

Задіяний у такому біологічному процесі, як альтернативний сплайсинг. 
Секретований назовні.